# Anastásios Lóndos
Anastásios Lóndos (grec moderne : Αναστάσιος Λόντος), né en 1791 à Aigion et mort en 1856 était un homme politique grec qui participa à la guerre d'indépendance grecque.

## Biographie
Membre de la « branche Aigion » de la puissante famille des Lóndos (il est le frère d'Andréas Lóndos), il fut envoyé faire ses études de médecine à Pise. Cependant, il les abandonna pour rentrer se battre en Grèce dès le début de la guerre d'indépendance.
Il fut élu député de sa ville natale à l'Assemblée nationale d'Astros en 1823. Il participa aussi aux assemblées suivantes.
Au début des années 1830, il fut nommé commissaire des Sporades du nord avant de rejoindre l'opposition. Il fut nommé maire d'Aigion en 1835 et le resta deux ans. Il fut élu pour le parti anglais dans la circonscription d'Égialée (celle de sa ville natale) aux législatives de 1843. Il devint sénateur en 1853. Il fut ministre de la Justice du 4e gouvernement d'Aléxandros Mavrokordátos (1854-1855) puis ministre des Affaires étrangères du gouvernement suivant (le 1er gouvernement de Dimitrios Voulgaris 1855-1857).

## Sources
- (el) Phótios Chrysanthópoulos, Βίοι Πελοποννησίων ανδρών και των εξώθεν εις την Πελοπόννησον ελθόντων κληρικών, στρατιωτικών και πολιτικών των αγωνισαμένων τον αγώνα της επαναστάσεως, Athènes, Stávros Andrópoulos,‎ 1888, 335 p. (lire en ligne) p. 17
- (el) Parlement grec, Μητρώο Πληρεξουσίων, Γερουσαστών και Βουλευτών. 1822-1935, Athènes, Parlement grec,‎ 1986, 159 p. (lire en ligne) [PDF]